# Дани Мастърсън
Даниъл Питър „Дани“ Мастърсън (на английски: Daniel Peter 'Danny' Masterson) (роден на 13 март 1976 г.) е американски актьор. Познат е с ролята си на Стивън Хайд в „Шеметни години“. Негов по-малък брат е актьорът Кристофър Мастърсън, който е известен с ролята на Франсис в „Малкълм“.

## Личен живот
Мастърсън е сциентолог. През 2005 г. започва да се среща с Бижу Филипс, сгодяват се през 2009 г. и се женят на 18 октомври 2011 г. Дъщеря им се ражда на 14 февруари 2014 г.